# Yasuyuki Kuwahara
Pour les articles homonymes, voir Kuwahara.
Yasuyuki Kuwahara (桑原 楽之, Kuwahara Yasuyuki, né le 22 décembre 1942 à Hiroshima au Japon et mort le 1er mars 2017 dans la même ville) est un footballeur japonais.
Il est médaillé de bronze aux Jeux olympiques d'été de 1968.